# 雀鹰号巡洋舰
雀鹰号是德意志帝国海军建造的一艘四等巡洋舰。它是燕子级巡洋舰的二号舰，其唯一的姊妹舰即为燕子号。该舰自1887年9月开始铺设龙骨、1888年8月下水，至1889年4月交付使用。雀鹰号是专为执行海外任务而设计，装备有八门105毫米口径的主炮，巡航半径逾3,000海里（5,600）；它还搭载有一套风帆索具作为蒸汽机的补充。
雀鹰号的大部分运用生涯都在海外度过。它曾于1889年末和1890年初在德属东非短暂服役，之后被调往德属新几内亚的南海基地。在当地留守了三年后，该舰又从1894年初至1896年底被派驻德属西南非洲。雀鹰号于1896年12月返回德国退役并接受大修，直至1902年12月才重新入役。1903年初，它被临时部署至委内瑞拉周边的东美洲基地，同年7月至10月则在东非停留了一段时间，至年底被转配至东亚分舰队。在中国海域度过了1904年后，该舰被重新部署到西南非洲，并一直驻守至1911年。雀鹰号于年底返回德国并第二次退役，此后一直充当靶舰至1918年。1920年，该舰被出售报废，最终在汉堡拆解。

## 设计
随着1871年后德意志帝国在海外领土的经济扩张以及获得专属的殖民地财产，需要能够充分代表和保护德国利益的现代军舰。在1870年代和1880年代初，德意志帝国海军建造有两种类型的巡洋舰：适合作为舰队侦察兵的小型、快速的通报舰，以及能够在海外殖民帝国巡逻的大型盖甲板护卫舰。两艘全新的巡洋舰于1886－1887财年获得拨款，打算用于后一种目的。时任帝国海军部长的列奥·冯·卡普里维中将正寻求对德国巡洋舰部队进行现代化改造。燕子级是帝国海军第一批以“巡洋舰”之名建造的军舰，标志着卡普里维计划的第一步实施。
作为同级的二号舰，雀鹰号的技术指标与其唯一的姊妹舰燕子号基本相同，水线长和全长分别为62.59米和66.90米，有9.36米的舷宽以及最大4.72米的吃水深度。其标准排水量为1,111吨，满载时则可达1,359吨。推进装置由两台卧式双缸双胀往复式蒸汽机组成，蒸汽通过四台燃煤圆柱形火管锅炉提供。发动机的额定功率为1,500匹公制馬力（1,100千瓦特），设计航速13.5節（25.0每小時），并能够以10節（19每小時）的速度连续航行3,290海里（6,090）。作为对蒸汽机的补充，舰只还配备有一套总表面积为729平方米的前桅横帆三桅式索具。其标准船员编制为9名军官及108名水兵。
该舰的主炮为八门单座安装的105毫米35倍径箍炮。其中四门并排置于前、后两头的舷外平台上，以提高端点火力的射界；其余四门则设在舰舯的主甲板内，可朝两边舷侧开火。它们的射程为8,200米，共配备765发弹药。副炮则由五门37毫米转膛炮组成，主要用于防御鱼雷艇。

## 服役历史
雀鹰号是以“巡洋舰B”（Kreuzer B）作为合同代号，于1887年9月在但泽的帝国船厂开建。它于1888年8月23日下水；并由时任海军炮兵总监的海军上校弗朗茨·门辛（Franz Mensing）主持为舰只命名。舾装工作完成后，雀鹰号于1889年4月2日投运以进行海试，并一直持续至6月7日。海军最初计划将该舰部署至萨摩亚群岛。1888年11月，当地民众发生暴力骚乱，美国、英国和德国之间在这些岛屿殖民所有权问题上的紧张局势加剧。1889年3月15日至16日，随着美国军舰特伦顿号、万达利亚号以及德国炮舰雕号和野猪号在阿皮亚遭热带气旋摧毁，局势得以缓和，三国争端亦通过签署《柏林－萨摩亚条约》而平息。因此，不再需要派遣雀鹰号，该舰遂在完成海试后暂时退役。它随后被分配至德属新几内亚的南海基地，以取代在气旋中沉没的炮舰海雕号和野猪号。8月20日，雀鹰号受命重启执行新任务，并于9月4日离开基尔，前往太平洋。但当它于10月13日经停亚丁加煤时，该舰又接到率先前往德属东非的命令，因当地正爆发阿布希里起义。在那里，它将接替老旧的风帆护卫舰莱比锡号和和通报舰箭矢号。

### 第一次海外部署
雀鹰号于10月26日抵达桑给巴尔，但并未加入东非巡洋分舰队。四天前，维图兰保护地被授予德国。因此，该舰来到东非后的第一项任务是对维图兰和英属肯尼亚之间的边界进行正式勘测。它还主持了新保护地的官方升旗仪式。自11月1日起，雀鹰号开始参与打击叛乱分子的行动，期间该舰的登陆部队也曾多次上岸。12月4日，雀鹰号及其姊妹舰燕子号在巴加莫约出席了为迎接艾敏帕夏救援探险队而举行的招待会，两舰还于12月27－29日参与解决了维图兰的边界划分问题。至1890年1月中旬，随着东非分舰队解散，箭矢号、莱比锡号和护卫舰索菲号离开东非，留下燕子号、雀鹰号和另一艘护卫舰卡罗拉号驻守基地。

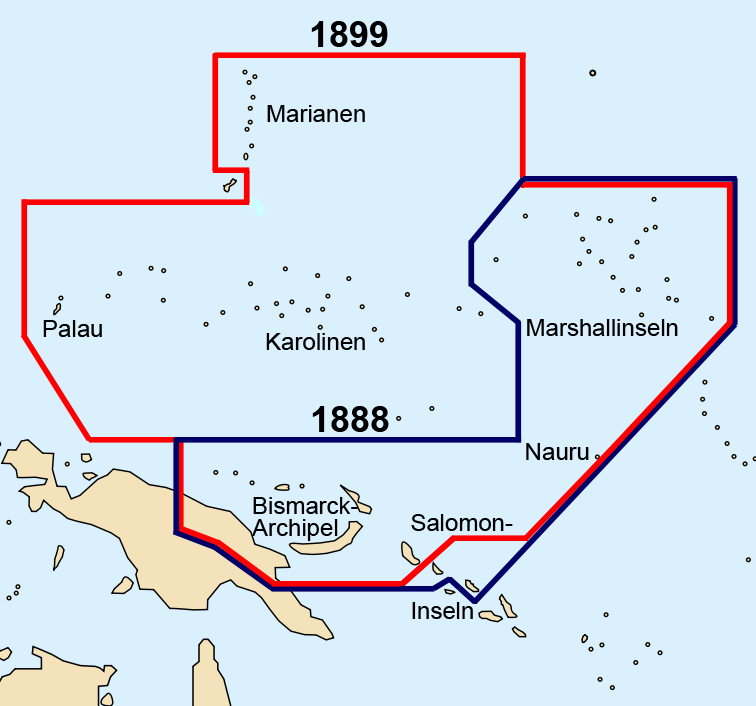
德属新几内亚地图

1890年4月22日，雀鹰号才得以从东非启程，继续其原本派驻南海的任务。继经停墨尔本后，该舰又去往悉尼与护卫舰亚历山德里娜号会合，并在当地进行了必要的检修工作。7月30日，雀鹰号终于抵达德属萨摩亚的阿皮亚。在接下来的几周里，该舰搭载着帝国专员弗里德里希·比尔曼巡视了马绍尔群岛，至10月5日回到阿皮亚。1891年1月，雀鹰号的时任舰长、海军少校马克斯·福斯（Max Foss）主持了为1888年12月在瓦莱莱战役中阵亡的德国水兵而竖立的纪念碑揭幕仪式。该舰随后出发前往悉尼进行另一次大修，从1月24日持续至3月21日。修理工作完成后，雀鹰号开始在德国的太平洋殖民地间巡航，分别造访了俾斯麦群岛、马绍尔群岛和布塔里塔里环礁。在布塔里塔里，由于与德国商人发生冲突，该舰还对当地原住民发动了进攻。它于6月6日返回阿皮亚，并一直驻泊至12月15日。新入役的巡洋舰鵟号于12月13日在那里与其会合。
1892年2月，雀鹰号再度前往悉尼接受检修。途中，它不得不在吉尔伯特群岛的塔比特韦亚停留，并派出登陆队上岸，以惩罚在那里袭击德国商人的原住民。大修从3月3日持续到5月3日，之后雀鹰号又对马绍尔群岛、布塔里塔里环礁和马图皮岛进行了另一次巡视。期间德属新几内亚副总督格奥尔格·施米勒从马图皮登舰。该舰于5月17日回到阿皮亚，并在当地驻泊至11月1日，然后启程展开另一趟巡航，其中包括在努库费陶环礁、赫贝茨高地（德属新几内亚首都）和腓特烈·威廉港停留。下一次在悉尼的检修工作从1893年2月6日持续到4月18日。与此同时，在酋长马塔阿法·尤瑟福的领导下，萨摩亚爆发了动乱。动乱威胁到当地的欧洲人，雀鹰号遂再度被派驻阿皮亚，派遣登陆队上岸提供保护。随着马塔阿法被逮捕，动乱得以平息；雀鹰号则受命于7月底将马塔阿法流放到贾卢伊特环礁。
1893年11月，此前被派驻德属西南非洲的隼号巡洋舰奉命前来轮替雀鹰号。后者则被发回德国，并于11月6日离开南海基地。然而在途中，它的命令又发生了变化，转而去往西南非洲。雀鹰号在南非的开普敦经停进行检修，最终于1894年5月28日抵达德属喀麦隆。与前任隼号相比，该舰的吃水较浅，这使它能够日常穿过武里河河口的沙洲。此时，西非基地中仅有的另一艘德国军舰是炮舰鬣狗号，尽管政府轮船纳赫蒂加尔号和已充当废船的前炮舰独眼巨人号也可以在殖民地使用。在接下来的几个月里，雀鹰号在西南非洲水域进行了数次巡逻。
雀鹰号于1895年11月10日出发前往开普敦。在途中，它将一块由葡萄牙探险家迪奥戈·康于15世纪末所立的发现碑的花岗岩复制品带回十字角安放；石碑原件则已于1893年由隼号运回柏林保存。1896年2月17日至29日，该舰在船厂进行了短暂的维修，之后于3月6日被派往斯瓦科普蒙德，以应对当地居民的暴乱。它派出登陆队上岸，支援驻防军保卫城市。从3月23日至4月9日，雀鹰号在木萨米迪什停留了一段时间，以便让其船员获得休整。在德属西南非洲沿线的港口展开进一步巡航后，该舰于9月22日启程归国。它于11月18日抵达基尔，至12月7日在那里退役。从1898年初开始，雀鹰号被拖入旱坞进行大修。这项工程一直持续至8月，但它在工程结束后并未投入使用，而是作为预备役搁置。

### 第二次海外部署

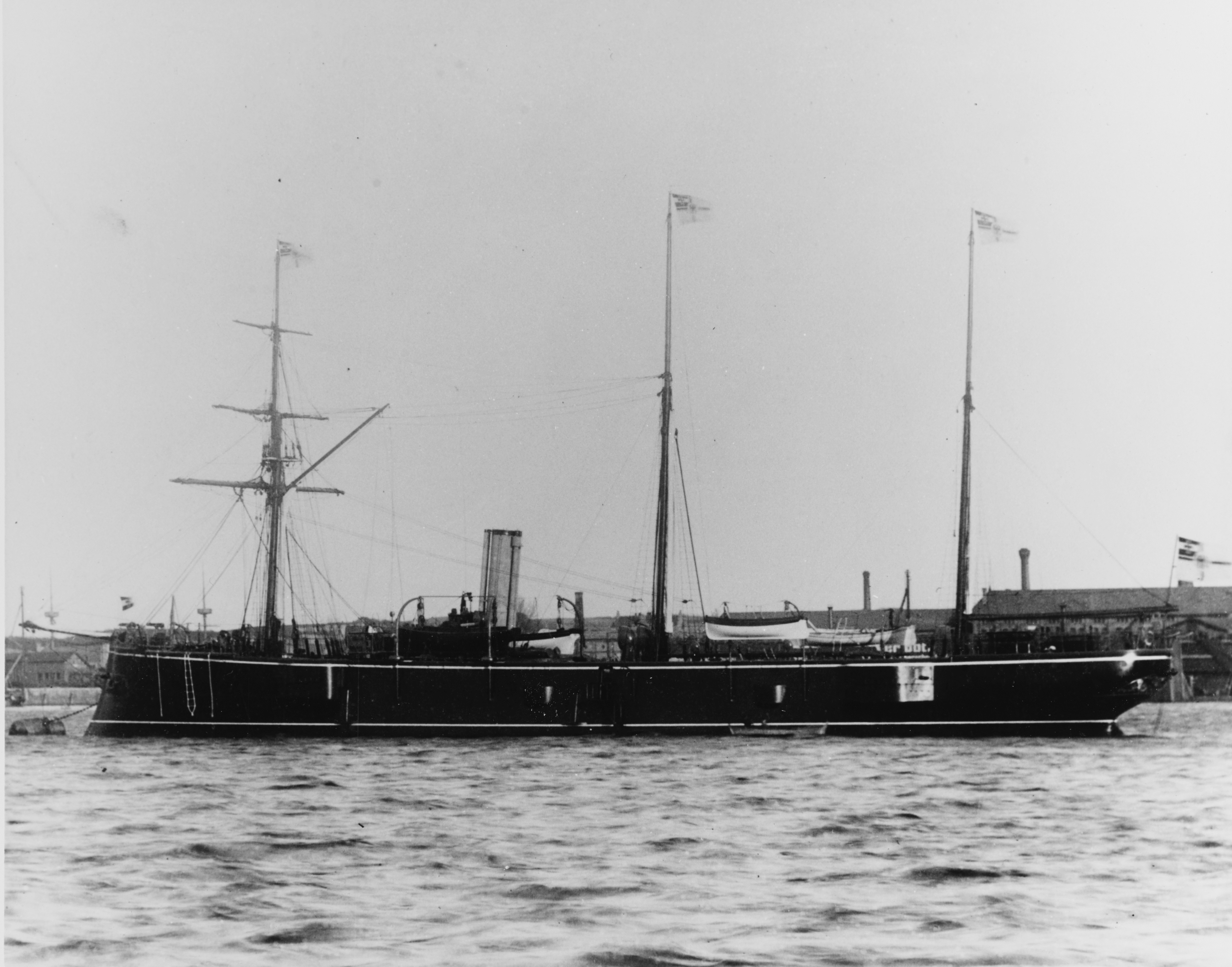
泊港的雀鹰号

雀鹰号于1902年12月16日重新入役，并再次被部署至海外。它旨在增援于同一天组建的东美巡洋支舰队，该部队在与委内瑞拉的冲突中不得不对南美国家采取军事行动。雀鹰号于1903年1月5日离开基尔，至2月3日在库拉索的威廉斯塔德与大巡洋舰菲内塔号会合。这时，委内瑞拉危机已经结束，因此除了访问当地的几个港口，该舰的存在已没有必要。2月底，雀鹰号收到前往德属东非的命令。它于3月22日从东美基地启程，穿越地中海，于7月1日抵达达累斯萨拉姆。该舰只在当地驻留了很短时间，然后又被调走，这次是在10月9日前往东亚。雀鹰号于11月23日抵达新加坡，并加入东亚分舰队。其监管区域最初是在长江口。1904年5月15日，该舰在上海为帝国海军接收了内河炮舰祖国号。后者是在埃尔宾的希肖船厂建成后拆解运送至中国，并在重新组装后运用至长江流域。雀鹰号随后访问了几个中国港口，并于8月至12月在胶州湾租借地的青岛进行保养。1905年初，该舰又造访了中国南部的港口，期间接到重返西南非洲的命令。它于4月24日离开青岛，至7月26日抵达杜阿拉，从而替换了炮舰苍鹰号。
在随后的几年里，雀鹰号成为了德属西南非洲的驻地舰。为了代表德国的利益，它经常停靠辖区内的多个港口。1907年1月27日，该舰在洛美出席了德属多哥首条铁路线——洛美－帕利梅铁路的开通仪式。在1908年至1909年间，雀鹰号重新对多哥海岸进行了广泛的勘测。1909年2月，它到访了勃兰登堡属黄金海岸的古都大腓特烈堡遗址，这是17世纪由普鲁士的腓特烈·威廉一世建立的殖民地。此后，该舰回到喀麦隆和西南非洲从事进一步的勘测工作。1910年3月6日，雀鹰号被调往德属东非，以轮替鵟号。途中，其船员于4月15日在吕德里茨协助扑灭了一场火灾。抵达东非后，该舰展开了例行的管治巡逻。大修工作则于10月26日至12月3日在开普敦进行。在此期间，时任舰长、海军少校赖因霍尔德·施密特（Reinhold Schmidt）及其部分随员受邀参加了5月31日成立的南非联邦的议会开幕式。自1911年3月6日起被正式重归类为炮舰的雀鹰号于同年春季接到归国的命令，继而于4月10日离开其驻地。它于6月29日抵达威廉港，至7月6日最后一次退役。1912年3月16日，该舰正式从海军名录中除籍，此后一直充当靶舰使用，直至1918年。雀鹰号于1920年8月7日出售报废，最终于1922年在汉堡拆解。